# فيتور ثياغو دي فريتاس فرنانديز
فيتور ثياغو دي فريتاس فرنانديز (بالبرتغالية: Vitinha‏) (11 فبراير 1986 بغيمارايش في البرتغال - ) هو لاعب كرة قدم برتغالي في مركز الظهير. شارك مع منتخب البرتغال تحت 17 سنة لكرة القدم ومنتخب البرتغال تحت 20 سنة لكرة القدم. أما مع النوادي، فقد لعب مع سي إف آر كلوج ونادي لودوغورتس رازغراد وكونكورديا كياجنا ولودوغورتس رازغاردز II ‏ وSC Maria da Fonte ‏ وCSM Unirea Alba Iulia ‏ وCS Otopeni ‏.

## روابط خارجية
- فيتور ثياغو دي فريتاس فرنانديز على موقع الاتحاد الدولي (مؤرشف)  (الإنجليزية)
- فيتور ثياغو دي فريتاس فرنانديز على موقع قاعدة بيانات كرة القدم.إي يو (الإنجليزية)
- فيتور ثياغو دي فريتاس فرنانديز على موقع Soccerway.com (الإنجليزية)
- فيتور ثياغو دي فريتاس فرنانديز على موقع عالم كرة القدم.نت (الإنجليزية)
- فيتور ثياغو دي فريتاس فرنانديز على موقع AS.com (الإسبانية)